# Округ Смит (Тексас)
Округ Смит (енгл. Smith County) је округ у америчкој савезној држави Тексас. По попису из 2010. године број становника је 209.714.

## Демографија
Према попису становништва из 2010. у округу је живело 209.714 становника, што је 35.008 (20,0%) становника више него 2000. године.
| Група             | 2000.           | 2010.           |
| Белци             | 118.598 (67,9%) | 130.246 (62,1%) |
| Афроамериканци    | 33.298 (19,1%)  | 37.629 (17,9%)  |
| Азијати           | 1.218 (0,7%)    | 2.597 (1,2%)    |
| Хиспаноамериканци | 19.521 (11,2%)  | 36.088 (17,2%)  |
| Укупно            | 174.706         | 209.714         |